# Эвкалиптовый лес

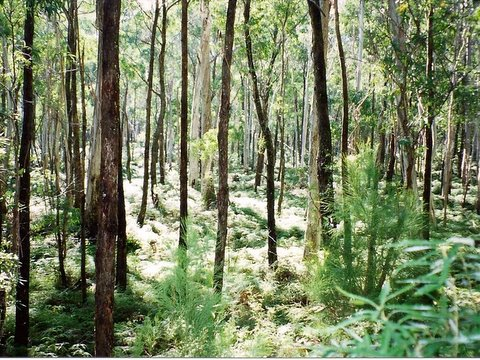
Заросли эвкалипта на территории национального парка Монга (Австралия)

Эвкалиптовый лес — лес, в котором основной лесообразующей породой являются различные виды эвкалипта.
Эвкалипты имеют вертикально расположенные листья, поэтому света, проникающего под полог леса, достаточно для образования травяного и кустарникового яруса. 
В эвкалиптовых лесах с разновозрастными древостоями в среднем уровне преобладают редко растущие крупные деревья, подрост располагается отдельными группами. В напочвенном покрове преобладают остатки сбрасываемой с крупных деревьев коры и сухих листьев.
Порослевая способность эвкалиптовых лесов чрезвычайно высока, замена другими древесными породами почти никогда не происходит, даже после больших лесных пожаров. Насаждения порослевого происхождения, как правило, растут быстрее семенных, но они не столь долговечны, хотя в некоторых местах после более чем столетней эксплуатации при оборотах рубки всего 9 — 25 лет у них осталась способность порослевого возобновления.

## Распространение
Естественным  эндемическим ареалом эвкалиптовых лесов являются Австралия и прилегающие к ней острова, часть островов Малайского архипелага, их общая площадь составляет около 8 млн. га. Все эвкалиптовые леса естественного происхождения произрастают в Южном полушарии. Человек заметно увеличил распространение эвкалипта, создав эвкалиптовые леса во многих тёплых, с мягкой зимой и влажных и сухих регионах, в их числе: Китай, Вьетнам, Индия, Ближний и Средний Восток, Мадагаскар, Италия, Испания, Португалия, Африка (Ливия, Алжир, ЮАР), США, Бразилия. Была попытка разведения эвкалиптовых лесов вдоль Черноморского побережья Кавказа, однако основная часть их погибла, и сохранились только небольшие рощи и группы деревьев. Общая площадь искусственно созданных эвкалиптовых лесов свыше 7 млн. га.

## Эвкалиптовые леса Австралии
В лесах Австралии и на прилегающих к ней островах произрастает до 600 разновидностей эвкалиптов. Высота деревьев и полнота древостоя уменьшаются по мере роста аридности климата, в соответствии с этим они относятся к разным группам.
Влажные тропические и субтропические эвкалиптовые леса, где количество атмосферных осадков превышаеет 1250 мм в год, обладают наиболее разнообразной тропической древесной растительностью. На юго-западе распространены древостои из эвкалипта разноцветного (Eucalyptus diversicolor) — светлые леса со средней высотой деревьев 60—75 м.
Для сезонных вечнозелёных эвкалиптовых лесов Австралии характерно отмирание травянистой растительности во время сухого сезона.
Склерофильные эвкалиптовые леса — это редкостойные светлые насаждения из эвкалипта жестколистных листопадных видов. Подлесок образован акациями и казуаринами.
Саванные эвкалиптовые леса образованы низкорослыми или кустарниковыми видами эвкалипта с мелкими жёсткими листьями.
Эвкалиптовые леса умеренной зоны — в основном редкостойные, светлые, образованные одним или несколькими видами эвкалипта.
Горные эвкалиптовые леса — высокоствольные  насаждения до 100 м и выше. В субальпийских и альпийских зонах произрастают низкорослые заросли довольно морозостойких видов эвкалипта.
Низкорослые кустарниковые эвкалиптовые саванны ("малли") произрастают в аридных районах.

## Хозяйственное значение
Хозяйственное значение эвкалиптовых лесов чрезвычайно велико, их главная ценность — древесина.
В возрасте 5 — 10 лет эвкалиптовые леса обладают ежегодным средним приростом древесины до 20 м³ на 1 га и ежегодным средним приростом порослевого ствола в высоту до 2 м. Запас древесины в 100-летних древостоях 200—300 м³/га — 400—600 м³/га. Эвкалиптовые леса растут настолько быстро, что рубку древостоев можно проводить каждые 4—10 лет. Помимо древесины эвкалиптовые леса служат источником эфироносного, танниноносного, лекарственного, дубильного и лесохимического сырья, используются также листья, побеги, кора. Эвкалиптовые леса быстро создают защитные полосы. Их используют для осушения сильно обводнённых и заболоченных земель, корневая система эвкалиптов разрыхляет почвы, увеличивает их проницаемость, содействуя быстрому впитыванию воды.